# Jakub Szyszkowski
Jakub Szyszkowski (né le 21 août 1991) est un athlète polonais, spécialiste du lancer du poids.

## Biographie
En 2013, il remporte le titre des championnats d'Europe espoirs, à Tampere en Finlande, avec un lancer à 19,78 m. Il franchit pour la première fois de sa carrière la limite des vingt mètres le 25 mai à Białystok avec 20,14 m, avant de porter son record personnel à 20,16 m le 22 juin à Leszno.

### Palmarès
| Date | Compétition                   | Lieu    | Résultat | Marque  |
| ---- | ----------------------------- | ------- | -------- | ------- |
| 2013 | Championnats d'Europe espoirs | Tampere | 1er      | 19,78 m |
| 2017 | Universiade                   | Taipei  | 5e       | 19,87 m |

## Records
| Épreuve         | Performance | Lieu    | Date         |
| --------------- | ----------- | ------- | ------------ |
| Lancer du poids | 20,92 m     | Wroclaw | 18 juin 2017 |